# Igreja do Sagrado Coração (Exeter)
A Igreja do Sagrado Coração é uma igreja paroquial católica romana em Exeter, Devon, Inglaterra. Foi construída de 1883 a 1884 e desenhada por Leonard Stokes. Ela está situada na esquina da South Street com a Bear Street, perto da Catedral de Exeter, no centro da cidade. É uma igreja neogótica e um edifício listado como Grau II.

## História

### Fundação
Antes da construção da igreja, os católicos romanos se reuniam para a missa em salas de casas. O local da igreja era anteriormente a Taverna do Urso, que antes da Dissolução dos Mosteiros era a casa dos abades da Abadia de Tavistock. Após a sua conclusão, os seguidores católicos na cidade mudaram-se do Priorado de São Nicolau, onde antes adoravam.

### Construção
As obras de construção da igreja começaram em 1883. A pedra fundamental foi lançada por William Vaughan, bispo de Plymouth. É a obra arquitetônica mais antiga de Leonard Stokes. Na época, ele tinha uma parceria comercial com a C.E. Ware. Em 18 de novembro de 1884, a igreja foi inaugurada. No interior, a igreja foi construída com materiais como pedra Bath Corsham, Pocombe e Portland; o custo total da construção foi de aproximadamente £ 10.000. Em 1926, a torre da igreja foi concluída. Originalmente projetado como uma torre pontiaguda, o 140 ft (43 m) torre plana contém um sino de 51 kg (112 lb).

## Freguesia
A igreja tem três missas dominicais: 5:30 p.m. no sábado e 21:30 a.m. e 11:00 no domingo. Há também uma missa polonesa às 2:30 p.m. todos os domingos do mês e uma missa siro-malabar às 18h p.m. todo terceiro domingo do mês. Durante a semana, há 10:00 sou Missa de segunda a sábado.

## Exterior

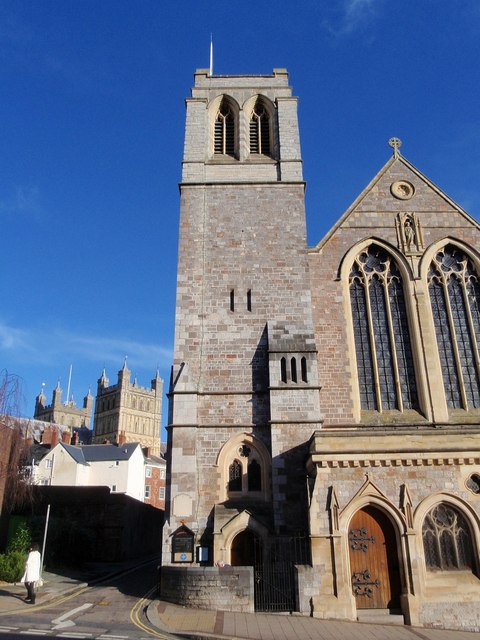
Torre da igreja
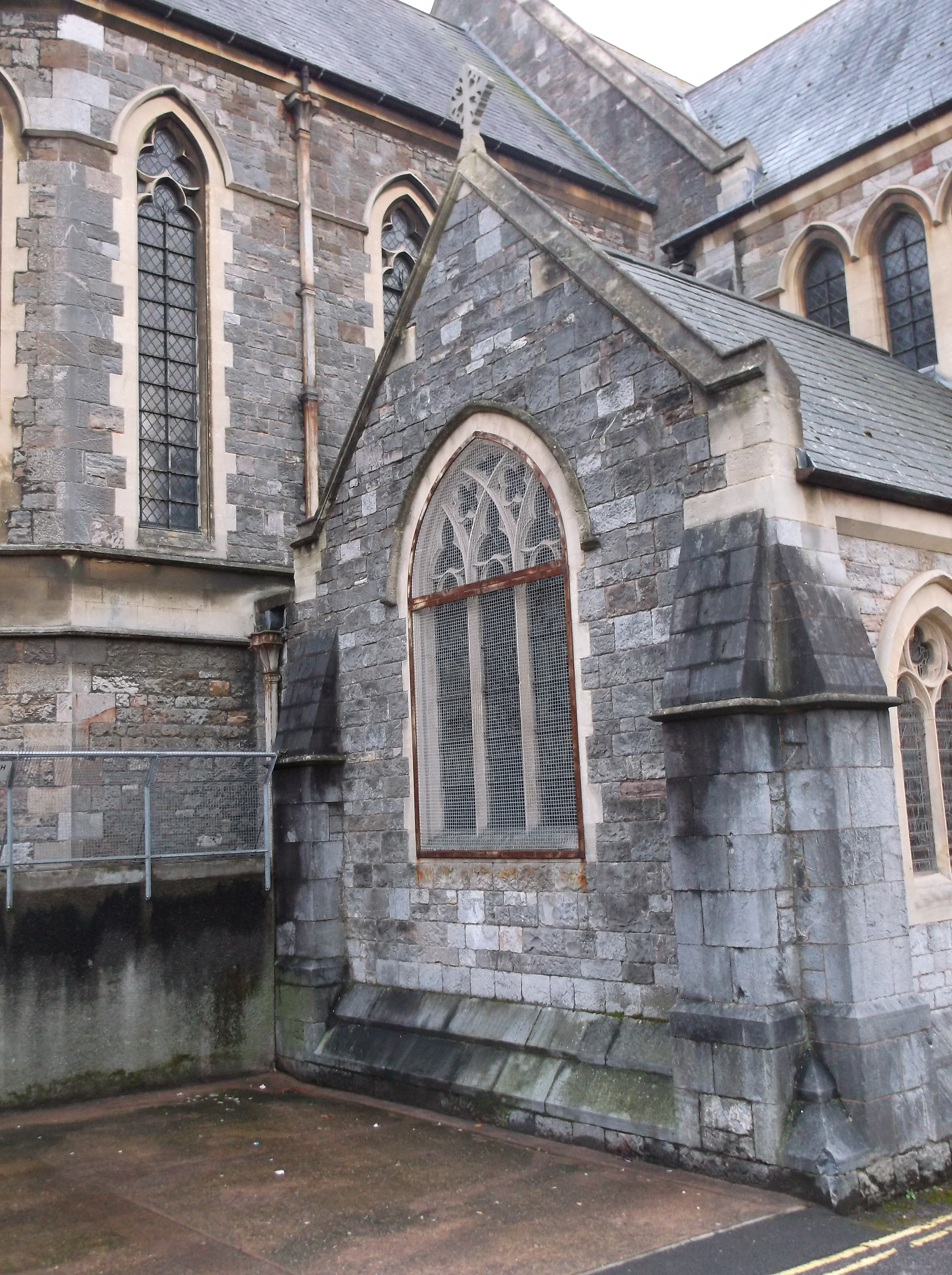
Capela lateral